# 広島電鉄3000形電車
広島電鉄3000形電車（ひろしまでんてつ3000かたでんしゃ）は、1979年に広島電鉄に改造配置、在籍中の路面電車車両である。一時期小改造を経て営業運転に充当され、後に3000形に改造された1300形もまとめて記述する。

## 西日本鉄道　福岡市内線時代
1953年、西日本鉄道の北九州線に1000形が導入された。その後1954年に福岡市内線にもほとんど同仕様の車両が登場した。北九州線では1000形で統一されたが、福岡市内線では製造時期・製造会社などで1001形、1101形、1201形、1301形に分けられた。福岡市内線の第1次路線廃止が行われた1975年より広電に移籍し始めた。

## 広電 3000形改造前
西鉄より、1101形・1201形・1301形が1976年に譲渡された。譲渡された車両の中に元1001形はなく、1101形は5編成あったうちの2編成が譲渡され、譲渡されなかった車両は、他の事業者に車両としては譲渡されなかった。1201形は9編成のうち8編成が広電に譲渡され、譲渡されなかった1205編成は筑豊電気鉄道に譲渡された。1301形は6編成のうち1301～1304の4編成が筑豊電気鉄道に譲渡され、残りの1305・1306編成が広電に譲渡された。
先に1301形が譲渡され、小改造で運用を開始。後に1101形・1201形も到着して、全面的に車体修繕されて、3000形への改造まで荒手車庫に留置された。

## 宮島線 直通運用時代
まず、旧1201形を3連接車に改造、広電初の3連接車として導入され、市内線と宮島線との直通運用に充当された。その後1101形改造車も登場、そして先に1300形として登場していた車両も改造し全部で8編成が登場した。1300形の改造ポイントに加えて以下の点が改造された。
- 1101形など、一部車両はカルダン駆動を採用していたが、改造時に電動機出力62kW×4、吊り掛け駆動に全車統一。
- ブレーキは非常弁付き三管式直通空気ブレーキ（SME/STE）だったが、電磁給排弁を付加して応答性を向上させた電磁SME/電磁STEに変更。
- 車体裾のR部分を直線化
- 運転台横の扉を除いて折り戸から引き戸に改造
- 方向幕の大型・電動化
- 車掌窓の追加
- 冷房装置の搭載 - 1980年から1983年にかけて実施、富士電機製でバス用冷房装置のコンプレッサを直流600Vモーターで駆動して、車内天井に設置されたバス用エバポレータを通じて車内に送風するタイプで、C車屋根上にコンデンサ・コンプレッサ・駆動用モータを設置。

なお、1101形を改造した車両は窓の天地寸法が大きいので見分けがつく。特に3006ACBではC車のみ1101形からの改造であり、窓の寸法が若干異なっていた。
台車は1201形/1301形が履いていた日立製作所製KL13、川崎車両製KS117/KS117A（両者とも形態は近似）を引き続き使用しているが、不足分2台は1101形のKS111を3007ACBの中間台車として使用した（現在はKL13/KS117系に統一）。
車両の製造時期は、元1101形については1954年製、1201・1301形は1962年 - 1964年製になるが、広島電鉄では全て1963年製として扱っている。
また、帯広告がある車両についてはライトベネチアンレッドのラインが2本、帯広告がない車両はラインが1本になっている。
3000形は一時、宮島線直通運用の主力車両として運用されたが、3700形や3800形、3900形の登場後は余剰気味になって、3900形の代替で3001が1992年に廃車された。その後は主に平日朝ラッシュ時に限定運用されていたが、他の直通運用車両よりも高速域での加速が悪く、直通運用車両では唯一常用ブレーキが空気ブレーキのみで電気ブレーキが装備されていなかったために、ブレーキシューの交換頻度が短く、メンテナンスに手間がかかっていたこともあり、老朽車両の代替と輸送力向上のために市内線へ移籍することとなった。

## 市内線運用
1998年に市内線への移籍が決まり、宇品線で運用を開始した。2025年5月現在は、休車扱いで荒手車庫に留置。
- 冷却不足が指摘されていた冷房装置の交換 - 従来の直流600V駆動の冷房装置を撤去して、三菱電機製集中形冷房装置CU77を各車体屋根上に1台ずつ設置した。同時に車内天井に設置されていたバス用エバポレータを撤去して、天井中央部にラインフロータイプの送風ダクトを設置した。
- 冷房用以外の低圧電源を供給していた電動発電機（MG）を撤去して、冷房用電源兼用の静止形インバータ（SIV）をC車に設置。

機器の老朽化が進み、1000形の導入が進んだ2015年7月に3005編成・3006編成が運用離脱して廃車となった。この2編成は廃車後、同時に廃車された750形の一部とともにミャンマー国鉄に譲渡され、3006編成はTCE3001として2016年1月10日よりヤンゴンでの運用が開始されたが、2021年3月現在は運行休止にされている。
また2018年より5200形の導入、3950形、3800形の千田への転属により残った5編成(3002〜3004.3007.3008)にも廃車が始まり、2024年5月現在3003号1本が在籍しているが、荒手車庫に休車処置の上、留置されている。

## イルミネーション電車

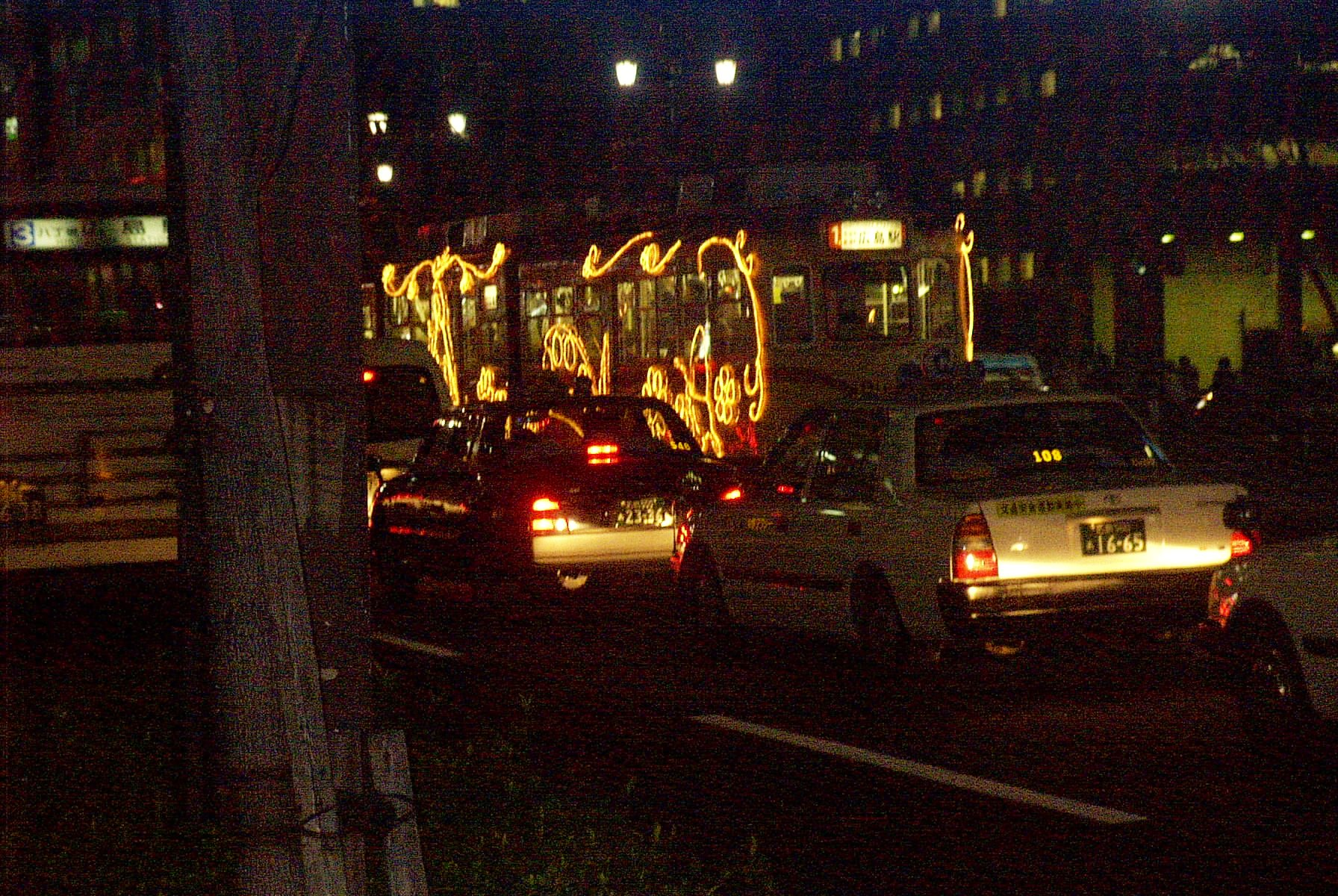
ライトアップ車両　2002年11月撮影

ひろしまドリミネーションの一環として3006号がイルミネーション電車として運転された。イルミネーションが点灯するのは夕方からで、昼間は非点灯の状態で運転されていた。

## 広島電鉄1300形
広島電鉄1300形電車（ひろしまでんてつ1300かたでんしゃ）は、1976年に西日本鉄道福岡市内線より広島電鉄に移籍し、以前在籍していた路面電車車両である。
西鉄時代に旧1301形だった、現在の3007・3008号のAB車の広島電鉄入線当初は、小改造で1300形として1976年1月に竣工し運用された。1305ABと1306ABの2編成が登場した。広電入線時に改造されたのは以下の点である。
- 塗色を西鉄色から広電直通色のオリエントピーチの地色にライトベネチアンレッドの帯に変更。
- 前照灯を腰部から屋根上に移動、シールドビーム2灯化。
- 直通灯の設置。
- パンタグラフの増設。
- 後部出入り口横の窓をスライド化。

1981年に3000形3007・3008AB車に再改造されて消滅した。

## 各車状況
特記がない場合を除き、2024年5月現在の状態を示す。

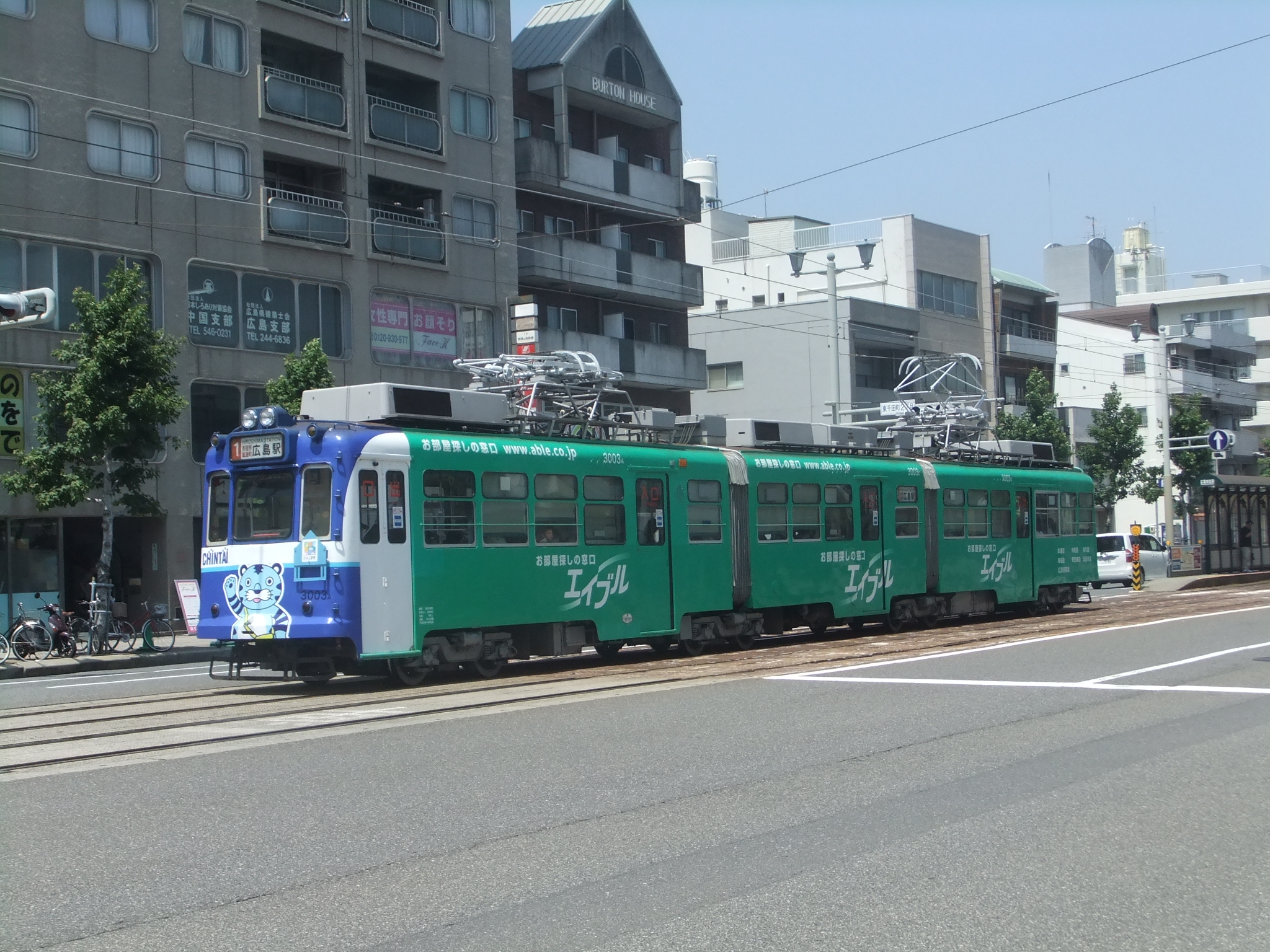
3003 全面ラッピング電車

| 車両番号 | 広電竣工       | 所属車庫       | 塗装色 | 備考                                                          |
| -------- | -------------- | -------------- | ------ | ------------------------------------------------------------- |
| 3001     | 1979年12月30日 | 1992年12月廃車 | -      | 解体(解体場所は不明)                                          |
| 3002     | 1979年12月30日 | 2021年3月廃車  | -      | 荒手車庫にて解体                                              |
| 3003     | 1980年12月30日 | 千田車庫       | 標準色 | 休車 荒手車庫留置                                             |
| 3004     | 1980年12月30日 | 2020年4月廃車  | -      | 江波車庫にて解体                                              |
| 3005     | 1981年1月31日  | 2015年7月廃車  | -      | ミャンマーへ譲渡 2016年7月より路線そのものが運休、使用停止    |
| 3006     | 1981年3月31日  | 2015年7月廃車  | -      | ミャンマーへ譲渡 2016年7月より路線そのものが運休、使用停止    |
| 3007     | 1981年7月16日  | 2021年3月廃車  | -      | 元1300形。 1300形としての竣工は1976年1月31日 江波車庫にて解体 |
| 3008     | 1982年6月30日  | 2019年4月廃車  | -      | 元1300形。 1300形としての竣工は1976年1月31日 荒手車庫にて解体 |

### 改造前後の車両番号の関係
| 譲渡前              | 譲渡後  |
| 1204A・1204B・1208A | 3001ACB |
| 1209A・1209B・1207A | 3002ACB |
| 1206A・1206B・1203A | 3003ACB |
| 1201A・1202B・1202A | 3004ACB |
| 1101A・1101B・1102A | 3005ACB |
| 1201B・1102B・1203B | 3006ACB |
| 1305A・1207B・1305B | 3007ACB |
| 1306A・1208B・1306B | 3008ACB |

### 福岡時代データ
| 車両番号 | 西鉄竣工  | 製造会社   | 備考 |
| 1101AB   | 1954年7月 | 汽車製造   |      |
| 1102AB   | 1954年7月 | 汽車製造   |      |
| 1201AB   | 1962年8月 | 日立製作所 |      |
| 1202AB   | 1962年8月 | 日立製作所 |      |
| 1203AB   | 1963年6月 | 日立製作所 |      |
| 1204AB   | 1963年6月 | 日立製作所 |      |
| 1206AB   | 1963年6月 | 日立製作所 |      |
| 1207AB   | 1963年6月 | 日立製作所 |      |
| 1208AB   | 1963年9月 | 汽車製造   |      |
| 1209AB   | 1963年9月 | 汽車製造   |      |
| 1305AB   | 1964年8月 | 汽車製造   |      |
| 1306AB   | 1964年8月 | 汽車製造   |      |

### ミャンマー譲渡後
| 譲渡前  | 譲渡後     |
| 3005ACB |            |
| 3006ACB | TCE3001ATB |